# 12-O-тетрадеканоилфорбол-13-ацетат
12-O-тетрадеканоилфорбол-13-ацетат (ТФА), также известный как форбол-12-миристат-13-ацетат (ФМА), является органическим веществом, которое широко используется в научных исследованиях в области канцерогенеза. Это вещество является одним из наиболее распространённых форболовых эфиров. 
ТФА является маслянистой жидкостью, имеет брутто-формулу C37H58O7 и молекулярную массу 614.85 а.е.м. В исследованиях он используется в качестве инструмента для изучения канцерогенеза. Химический портал указывает на то, что ТФА является раздражителем для кожи и обладает высокой токсичностью при внутривенном введении.